# PSM (Pistole)
Die PSM (russisch ПСМ: Пистолет самозарядный малогабаритный, Pistolet samosarjadnij malogabaritnij, auf Deutsch: kleine Selbstladepistole) ist eine russische Taschenpistole.

## Geschichte
Die Waffe entstand gegen Ende der 1970er-Jahre und war für nichtmilitärische Zwecke vorgesehen. Die Spezifikationen sahen eine leichte, kompakte und möglichst flache Pistole vor, die gut verdeckt tragbar sein sollte. Sie wurde als Selbstverteidigungswaffe an Angehörige des Innenministeriums und der Geheimdienste ausgegeben. Als repräsentative Auszeichnung für höhere Offiziersränge der Sowjetarmee oder verdiente Funktionäre der KPdSU erschienen viele aufwändig gravierte Exemplare.

## Technik
Die PSM ist ein Rückstoßlader mit feststehendem Lauf und einfachem Masseverschluss. Das Griffstück der Waffe besteht aus Leichtmetall, der Rest ist aus Stahl gefertigt. Der Abzug funktioniert nach dem Double-Action-/Single-Actionprinzip. Der kombinierte Sicherungs- und Entspannhebel befindet sich links am Schlitten; die Sicherung wirkt auf den Verschluss und den Schlagbolzen. 
Nach dem Abfeuern der letzten Patrone hält der Schlittenfang den Schlitten in dessen hinterer Stellung. Der Schlittenfang wird entsperrt, indem der Schlitten etwas nach hinten gezogen wird. Der generelle Aufbau ähnelt dem der Makarow PM, das Zerlegen der Waffe erfolgt wie bei dieser durch Ziehen am Abzugsbügel. 
Die PSM ist sehr präzise, ihre kleinkalibrigen Geschosse erreichen eine Mündungsgeschwindigkeit (v0) von 315 m/s und können auf kurze Entfernung beschusshemmende Westen mit bis zu 55 Lagen Kevlar durchschlagen. Die Mannstoppwirkung der 5,45×18-mm-Projektile wird als nicht ausreichend bezeichnet.

## Rechtliche Situation in Deutschland
Aufgrund ihres Kalibers ist diese Waffe in Deutschland (§ 2 Abs. 3 i. V. m. Anlage 2 Abschnitt 1 Nr. 1.2.5 WaffG) seit dem 1. April 2008 im privaten Besitz nicht erlaubt.